# Natteboltemperatuur

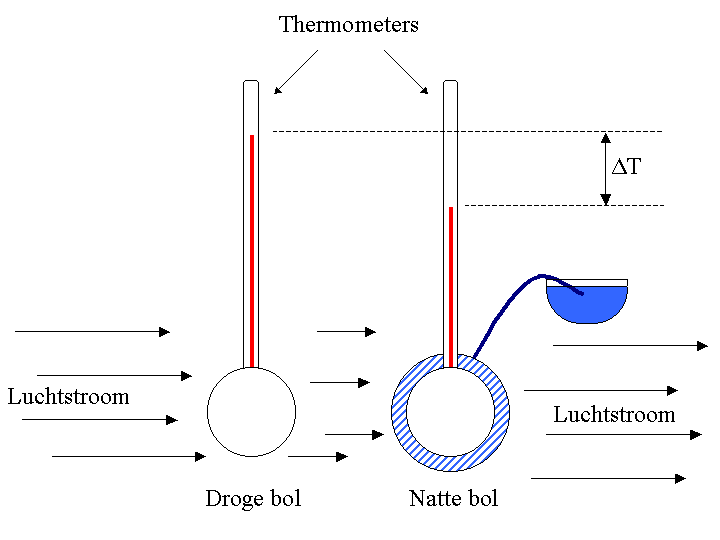
Natteboltemperatuur

De natteboltemperatuur (Engels: Wet Bulb Temperature; niet te verwarren met de veel gebruikte Wet Bulb Globe Temperature of WBGT) is de laagste temperatuur die een nat voorwerp, dat zich in een luchtstroom bevindt, krijgt ten gevolge van het verdampen van het aanklevende water. Dit moet adiabatisch plaatsvinden, dat wil zeggen zo snel dat er geen sprake is van warmte-uitwisseling met de omgeving. Door deze temperatuur te vergelijken met de gewone temperatuur kan de luchtvochtigheid worden bepaald. 
Bij deze methode worden twee thermometers in een luchtstroom geplaatst (minimale snelheid 2 m/s). Bij een van de twee thermometers wordt om de sensor een katoenen kousje aangebracht dat via een katoenen draad is verbonden met een waterreservoir. 
Voor het verdampen van het water uit het kousje is warmte nodig. Deze warmte wordt onttrokken aan de thermometer, waardoor deze afkoelt. De thermometer met de natte bol zal dan een lagere temperatuur aangeven dan de thermometer met de droge bol. Het verdampen, en de daarmee gepaard gaande temperatuurdaling in de thermometer, zal zo lang doorgaan totdat (bij de aanwezige temperatuur en luchtvochtigheidsgraad van de omgeving) er geen water meer verdampt. Het stoppen van het verdampen van water in het kousje treedt op bij die temperatuur, waarbij de relatieve luchtvochtigheid 100% geweest zou zijn, bij de actuele absolute vochtigheidsgraad in de luchtstroom. Er kan dan namelijk geen water meer verdampen en de temperatuur van de nattebolthermometer zakt niet verder. Deze evenwichtstemperatuur noemt men de natteboltemperatuur.
Is de lucht droog, dan zal er meer water verdampen en zal de natteboltemperatuur op een lagere waarde stabiliseren. Het verschil in aangegeven temperatuur is dus een maat voor de vochtigheid van de luchtstroom.
De natteboltemperatuur wordt veel gebruikt om een "ervaringstemperatuur" bij warmte te beschrijven. Een mens houdt het lichaam koel door zweten en bij warm weer zal de huid dus vochtig zijn. De ervaren temperatuur komt daardoor meer overeen met de natteboltemperatuur dan met de gemeten luchttemperatuur (in deze context vaak "drogeboltemperatuur" genoemd). 

## Temperatuur van de natte bol
De internationaal veel gebruikte temperatuur van de natte bol (Wet Bulb Globe Temperature, WBGT) is een gewogen gemiddelde van de natuurlijke natteboltemperatuur (Tw), de zwarteboltemperatuur (Tg) en de drogeboltemperatuur (Td). Voor de bepaling van het binnenklimaat of op plaatsen waar de zonnestraling te verwaarlozen is, wordt de drogeboltemperatuur meestal weggelaten. De Belgische Welzijnscodex, die onder andere de maatregelen beschrijft die op de werkvloer dienen genomen te worden bij hoge temperaturen maakt gebruik van de WBGT als maatstaf. Afhankelijk van het soort arbeid (zittende denkwerk tegenover zware fysieke arbeid) en de WBGT-waarde moeten de werkgever en arbeidsgeneesheer maatregelen nemen, zoals water ter beschikking stellen of voor extra verluchting zorgen.
Natteboltemperaturen kunnen voor ijsafzetting zorgen op bijvoorbeeld bovenleidingen van het spoorwegnet, hoewel de luchttemperatuur iets boven nul is. Zulke ijsafzetting kan het treinverkeer ontregelen.

## Klimaatverandering en menselijk overleven
De theoretische limiet voor menselijk overleven – langer dan een paar uur in de schaduw, zelfs met onbeperkt water - is een natteboltemperatuur van 35 °C (95 °F) – wat overeenkomt met een gevoelstemperatuur van 70 °C (160 °F). In de praktijk blijken zelfs mensen die een tropisch klimaat gewend zijn, geen normale buitenactiviteiten te kunnen verrichten boven een natteboltemperatuur van 32 °C (90 °F), wat overeenkomt met een temperatuur van 55 °C (130 °F), of nog lager bij mensen op hoge leeftijd. Tot nu toe werd ervan uitgegaan dat dergelijke temperaturen zelden of nooit voorkwamen, maar onderzoek uit 2020 spreekt dat tegen. De twee regio's die er op aarde uitspringen, vanwege de klimaatverandering, zijn de Perzische Golf en de Indusvallei in Pakistan.